# Holzschlag (Gemeinden Klaffer, Schwarzenberg)
Holzschlag ist ein Ort in den Gemeinden Klaffer am Hochficht und Schwarzenberg am Böhmerwald im Bezirk Rohrbach in Oberösterreich.

## Geografie
Die Streusiedlung befindet sich im Tal zwischen dem Hochficht (1338 m ü. A.) und dem Zwieselberg (1163 m ü. A.). Sie gehört zu den Einzugsgebieten des Klafferbachs, des Stinglbachs und des Rehbergbachs. Erreichbar ist Holzschlag über die Landesstraße L1559, die in Salnau beginnt und in Holzschlag endet. Am 1. April 2020 umfasste der in Klaffer liegende Ortsteil 11 und der in Schwarzenberg liegende 3 Adressen. Mehrere große Wiesen bei der Siedlung werden landwirtschaftlich genutzt. Sie ist Teil der 22.302 Hektar großen Important Bird Area Böhmerwald und Mühltal und ist vom 9.350 Hektar großen Europaschutzgebiet Böhmerwald-Mühltäler umgeben.

## Geschichte
Holzschlag wurde 1767 als Holzfällersiedlung durch das Stift Schlägl gegründet. Im Zuge dessen wurden auch die aus Wiesen und Äckern bestehenden zugehörigen Wirtschaftsgründe gerodet.

## Kultur und Sehenswürdigkeiten
Holzschlag ist heute durch das Skigebiet Hochficht bekannt, das den Ort dominiert. Die historistische Kapelle Holzschlag wurde von 1876 bis 1877 erbaut. Sie steht neben dem ebenfalls aus dem 19. Jahrhundert stammenden Forsthaus Holzschlag.
Der Nordwaldkammweg, der hier Teil des Europäischen Fernwanderwegs E6 ist, führt durch die Siedlung. Die Hochficht-Loipe, eine 14,8 km lange schwierige Langlaufloipe, nimmt in Holzschlag ihren Ausgang.